# Valeriana polybotrya
Valeriana polybotrya är en kaprifolväxtart som först beskrevs av August Heinrich Rudolf Grisebach, och fick sitt nu gällande namn av Höck. Valeriana polybotrya ingår i släktet vänderötter, och familjen kaprifolväxter. Inga underarter finns listade i Catalogue of Life.